# Ministère de l'Immigration, de l'Intégration, de l'Identité nationale et du Développement solidaire
Le ministère de l'Immigration, de l'Intégration, de l'Identité nationale et du Développement solidaire, initialement appelé ministère de l'Immigration, de l'Intégration, de l'Identité nationale et du Codéveloppement, est l'un des quinze ministères du gouvernement François Fillon, instauré sous la présidence de Nicolas Sarkozy.
Le ministère est créé par le décret du 18 mai 2007 (gouvernement Fillon). Son siège est situé à l'hôtel de Rothelin-Charolais, au no 101 de la rue de Grenelle dans le 7e arrondissement. Le ministère est dirigé du 18 mai 2007 au 15 janvier 2009 par Brice Hortefeux puis par Éric Besson jusqu'au 13 novembre 2010. Il est ensuite supprimé.

## Compétences ministérielles

### Immigration
La compétence dépendait avant 2007 des différents ministères chargés de l'Intérieur, du Travail, des Affaires étrangères.
D'après le décret du 31 mai 2007, il est compétent dans plusieurs domaines :
- Les naturalisations et l'enregistrement des déclarations de nationalité à raison du mariage. Il est associé à l'exercice par le garde des sceaux, ministre de la justice, de ses attributions en matière de déclaration de nationalité et de délivrance des certificats de nationalité française.
- Dans le respect des attributions du ministre de l'économie, des finances et de l'emploi en matière de statistique, il coordonne la collecte, l'analyse et la diffusion des données relatives à l'immigration et à l'intégration des populations immigrées. Il est associé à la collecte et à l'analyse des données relatives à la population.
- Il prépare et met en œuvre les règles relatives aux conditions d'entrée, de séjour et d'exercice d'une activité professionnelle en France des ressortissants étrangers.

Les règles applicables aux étrangers (dispositions législatives et règlementaires) sont regroupées dans le code de l'entrée et du séjour des étrangers et du droit d'asile.
Le ministre Brice Hortefeux s'était fixé comme objectif d'éloigner du territoire français 25 000 étrangers qui y séjournent illégalement au cours de l'année 2007.
Une partie des agents et des missions de l'Agence nationale pour la cohésion sociale et l'égalité des chances (Acsé) ont été transférées vers l'Office français de l'immigration et de l'intégration, qui dépend du Ministère de l'Immigration, en avril 2009.

### Intégration
Jusqu'à la création de ce ministère, le dispositif d'aide à l'intégration était réparti entre plusieurs structures : le ministère chargé des Affaires sociales, celui chargé de la politique de la Ville. Le Haut Conseil à l'intégration, créé en 1989, dépend budgétairement de ce ministère.
D'après le décret du 31 mai 2007, « il est responsable de l'accueil en France des ressortissants étrangers qui souhaitent s'y établir et est chargé de l'ensemble des questions concernant l'intégration des populations immigrées en France. Pour l'exercice de cette mission, il est associé à la définition et à la mise en œuvre des politiques d'éducation, de culture et de communication, de formation professionnelle, d'action sociale, de la ville, d'accès aux soins, à l'emploi et au logement et de lutte contre les discriminations. »
Le 13 septembre 2007, Thierry Mariani rapporteur du projet propose un amendement au projet de loi Hortefeux sur l'immigration et l'asile, visant à instaurer un test ADN afin de vérifier la filiation des candidats au regroupement familial.

### Identité nationale
D'après le décret du 31 mai 2007, il « participe, en liaison avec les ministres intéressés, à la politique de la mémoire et à la promotion de la citoyenneté et des principes et valeurs de la République. »

### Développement solidaire
La politique d'aide au développement était avant le décret du 18 mai 2007 pris en charge par le Ministère des Affaires étrangères (coopération).
D'après le décret du 31 mai, « Il est chargé de la politique de codéveloppement et, en liaison avec le ministre des affaires étrangères et européennes et le ministre de l'économie, des finances et de l'emploi.
Il participe à la définition et à la mise en œuvre des autres politiques de coopération et d'aide au développement qui concourent au contrôle des migrations. »

## Organisation

### Ministre et cabinet
Le cabinet du ministre se compose comme suit, :
| Fonction                     | 2007-2009         | 2009-2010                |
| ---------------------------- | ----------------- | ------------------------ |
| Ministre                     | Brice Hortefeux   | Éric Besson              |
| Directeur du cabinet         | Thierry Coudert   | Christian Decharrière    |
| Directeur adjoint du cabinet | Guillaume Larrivé | Franck Supplisson        |
| Chef de cabinet              | Pierre Castoldi   | Sandrine Arfi-Haustraete |

### Secrétaire général à l'immigration et à l'intégration
La direction de la Population et des Migrations est rattachée le 31 mai 2007 au ministère de l'Immigration, avant d'être supprimée. Créée le 6 juillet 1966, elle était jusque-là rattachée au ministère du Travail et des Affaires sociales. Entre 1966 et 2001, elle est située dans le bâtiment hébergeant les services des ministères chargés des Affaires sociales et de la Santé, place de Fontenoy (7e arrondissement de Paris), entre 2001 et 2006 10 rue Brancion (15e arrondissement) et entre 2006 et 2007 11 place des Cinq-Martyrs-du-Lycée-Buffon (15e arrondissement).
Le préfet Patrick Stefanini met en place l'administration du ministère, avant d’en être nommé secrétaire général,. Stéphane Fratacci lui succède en mai 2009.
Le décret du 26 décembre 2007 précise l'organisation de l'administration centrale du ministère : elle comprend, sous l'autorité du secrétaire général :
- la direction de l'immigration ;
- la direction de l'accueil, de l'intégration et de la citoyenneté ;
- le service de l'asile ;
- le service de la stratégie ;
- le service de l'administration générale et des finances ;
- le service des affaires européennes ;
- le service des affaires internationales et du codéveloppement ;
- la mission de la communication[9].

Le secrétariat général à l'immigration et à l'intégration est maintenu après novembre 2010, sous l’autorité du ministre de l'Intérieur, de l'Outre-mer, des Collectivités territoriales et de l'Immigration. Il est supprimé en 2013, à sa place est créée la direction générale des étrangers en France du ministère de l'Intérieur.

## Critiques

### Stratégie électorale et protestations
Annoncé par Nicolas Sarkozy lors de la campagne présidentielle française de 2007, sur une initiative de Patrick Buisson qui en perçut les sondages favorables, il répond dans un premier temps à une stratégie électorale : entraver la montée dans les sondages de François Bayrou qui met en avant les notions de terroir et d'identité auxquelles une majorité de Français répond positivement. Le positionnement du candidat Sarkozy sur ces thèmes fera reculer dans les sondages le candidat du MoDem. Buisson sera néanmoins très critique sur ce ministère, notamment sur Eric Besson : « Que pouvait-on attendre de cet ancien député socialiste, rallié à Sarkozy au lendemain du premier tour de la présidentielle, sinon qu'il reprît le flambeau de l'inaction obligeamment transmis par son prédécesseur ? ».
L'existence de ce ministère politique est controversée dès son origine, en particulier à cause de l'association des termes « identité nationale » et « immigration ». Dès sa création effective, le 18 mai 2007, huit universitaires de la Cité nationale de l'histoire de l'immigration ont annoncé leur démission en signe de protestation,. Le Réseau scientifique TERRA lance, le 1er juin 2007, un appel à inverser la problématique du rapport entre identité nationale et immigration. De nombreuses associations, comme le Mouvement contre le racisme et pour l'amitié entre les peuples (MRAP), le Comité catholique contre la faim et pour le développement, ou encore le Réseau éducation sans frontières, ont également protesté contre la création de ce ministère. Doudou Diène, rapporteur spécial de l'ONU contre le racisme, entendu en juin 2007 par le Conseil des droits de l'Homme de l'ONU, y a vu une « banalisation du racisme » et une « lecture ethnique et raciale des questions politiques, économiques et sociales et le traitement idéologique et politique de l'immigration comme un enjeu sécuritaire et comme une menace à l'identité nationale » .
De son côté, Brice Hortefeux, premier ministre de l'Immigration défend que la création de ce ministère rompt avec « l'habitude d'occulter l'immigration du débat politique ». Selon lui, « le problème n'était pas l'immigration mais plutôt l'absence d'une politique d'immigration ». Il défend que la conduite d'une politique « humaine et ferme » permettra de « développer les intérêts économiques de la France tout en préservant ses convictions humanitaires ».
Le 22 juin 2007, Libération relaie une pétition, avec plus de 200 signatures de personnalités et d'intellectuels, contre ce ministère. Ils dénoncent la « confusion des rôles et des fonctions » créée par l'intitulé donné au « ministère de l'Immigration, de l'Identité nationale et du Codéveloppement ».
Le 27 juin 2007 a lieu un colloque à l’École des hautes études en sciences sociales (EHESS) de Paris réunissant environ 200 chercheurs, première étape d'une mobilisation universitaire qui aboutira à la création en septembre 2007 de l'Observatoire de l'institutionnalisation de la xénophobie. Il vise à favoriser l’autonomie de la production intellectuelle en ce qui concerne l’érosion des perceptions humanistes de l’altérité et la stigmatisation de l’étranger comme problème, risque ou menace dans le fonctionnement ordinaire d’autorités instituées. Il étudie également le développement de la xénophobie dans l’ensemble de la population sous l’effet des discours et des actes de ces autorités. Il publiera en mai 2008 le numéro 4 de la revue Asylon(s) : "Institutionnalisation de la xénophobie en France" .
Au printemps 2008, la revue Cultures et Conflits publie un numéro 69 intitulé « Xénophobie de gouvernement, nationalisme d’État » dans lequel le coordinateur du numéro soutient que cette création ministérielle plonge ses racines dans une histoire d'un demi-siècle durant laquelle se forme une « xénophobie de gouvernement » exprimée par les actes et discours d’autorités publiques qui désignent l’étranger comme un problème, un risque ou une menace et activent ainsi d’autres formes de xénophobie. Le nationalisme d’État incarné par le nouveau ministère apparaît comme un résultat de cette histoire au long cours.
En septembre 2009 le ministère de l'immigration organise un sommet de ministres européens à Vichy sur le thème de l'intégration. Le choix de la ville, en raison de son histoire en 1940 apparaît problématique pour des associations telles que la Ligue des Droits de l'Homme. Le député de l'Allier, Michel Charasse s'en étonne à l'occasion d'une question posée au gouvernement devant l'Assemblée nationale.
Le 4 décembre 2009, vingt chercheurs publient une tribune dans Libération dans laquelle ils appellent « les habitants, les associations, les partis et les candidats aux futures élections à exiger avec nous la suppression de ce "ministère de l’Identité nationale et de l’Immigration", car il met en danger la démocratie ». Conjointement, le journal publie sur son site un entretien avec le sociologue Michel Wieviorka, qui qualifie ce ministère de « catastrophe intellectuelle et politique pour l'image générale de la France ».

### Politique de lutte contre l'immigration illégale

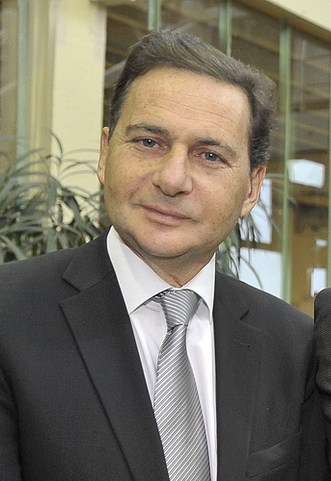
Éric Besson, ministre de janvier 2009 à novembre 2010.

#### Des quotas de reconduite à la frontière
Le ministère s'est donné pour objectif de reconduire à la frontière 25 000 étrangers en situation irrégulière pour l'année 2007. Brice Hortefeux a ainsi convoqué « la vingtaine de préfets n'ayant pas atteint leurs objectifs d'expulsion de sans-papier », pour leur demander « d'améliorer leurs résultats en termes de reconduites à la frontière ».
Des associations de défense des étrangers en situation irrégulière ont critiqué cette mesure qualifiée de « politique du chiffre ». Pour elles, cette politique est dangereuse, car elle est incompatible avec une gestion impartiale des demandes de régularisation ainsi que des recours formulés par des étrangers lorsqu'ils reçoivent une obligation de quitter le territoire français. En effet, un étranger ne peut en principe être éloigné dans certains cas, notamment s'il est mineur, s'il possède certains liens familiaux avec des personnes résidant en France, ou s'il risque d'être maltraité en cas de retour dans son pays. De plus, lors de toute expulsion il s'agit d'êtres humains, des « vies bousillées » qui ne doivent pas être masquées derrière des chiffres.
Cette politique a aussi été critiquée par des policiers qui acceptent d'arrêter des personnes en situation irrégulière sans qu'on les mette sous pression pour cela.

#### Coût financier
Les défenseurs des personnes en situation irrégulière font remarquer les coûts très élevés de la politique du ministère, qui montrent selon eux son caractère absurde. Le budget de cette politique (centres de rétention, effectifs de la Police de l'Air et des Frontières, billets d'avion) est estimé dans Les Échos à 687 millions d'euros en 2007. Cela représente plus de 27 000 € par personne reconduite si l'on considère 25 000 personnes. Les coûts indirects, comme les policiers mobilisés pour les contrôles d'identité, sont beaucoup plus difficiles à estimer.

#### Opérations de police
Pour arrêter des étrangers en situation irrégulière, les policiers organisent des opérations de grande envergure en mobilisant des effectifs importants et en bouclant des quartiers le temps de contrôler l'identité de nombreuses personnes. Les associations de défense des étrangers en situation irrégulière dénoncent ces opérations qui, non seulement mobilisent des moyens disproportionnés, mais aussi contribuent à stigmatiser certains quartiers et certaines personnes. Les quartiers ciblés sont ceux qui ont une forte proportion d'étrangers et les contrôles sont faits « au faciès » comme le confirment certains tribunaux. La presse de gauche et de nombreuses associations défendant les étrangers en situation irrégulière qualifient ces opérations de « rafles » — terme qui avait été employé dans un communiqué de 2005 par la Cimade Île-de-France, le Gisti et le Syndicat de la magistrature.

### Textes
- Décret n° 2007-999 du 31 mai 2007 relatif aux attributions du ministre de l’immigration, de l’intégration, de l’identité nationale et du codéveloppement